# Njazi Kuqi
Njazi Kuqi (Kosovo, 25 de marzo de 1983), futbolista finlandés de origen kosovar. Juega de delantero y su actual equipo es el Atromitos FC de la Super Liga de Grecia.

## Selección nacional
Ha sido internacional con la selección de fútbol de Finlandia, ha jugado 9 partidos internacionales y ha anotado 5 goles.

## Clubes
| Club                | País         | Año       |
| ------------------- | ------------ | --------- |
| FC Lahti            | Finlandia    | 2002-2005 |
| Birmingham City     | Inglaterra   | 2005-2006 |
| Blackpool FC        | Inglaterra   | 2006      |
| Peterborough United | Inglaterra   | 2006      |
| FC Groningen        | Países Bajos | 2006      |
| FC Carl Zeiss Jena  | Alemania     | 2007-2008 |
| TuS Koblenz         | Alemania     | 2008-2010 |
| Stevenage FC        | Inglaterra   | 2010      |
| Dundee FC           | Escocia      | 2010      |
| TPS Turku           | Finlandia    | 2011      |
| Panionios GSS       | Grecia       | 2011-2012 |
| Atromitos FC        | Grecia       | 2012-     |